# ولکا هلدسبه
ولکا هلدسبه (به لاتین: Velká Hleďsebe) یک ناحیه در جمهوری چک است که در Cheb District واقع شده‌است.

## خصوصیات
ولکا هلدسبه ۴٫۵۵ کیلومترمربع مساحت و ۲٬۲۳۴ نفر جمعیت دارد و ۵۶۱ متر بالاتر از سطح دریا واقع شده‌است.